# 크리스 디커슨 (야구 선수)
크리스토퍼 찰스 디커슨(Christopher Charles Dickerson, 1982년 4월 10일 ~ )은 미국의 야구 선수로,전직 미국 메이저 리그의 야구선수이다.